# Gubernatorzy Guamu
Gubernator Guamu – szef rządu Guamu od 1968 jest wybierany w wyborach bezpośrednich na okres 4 lat. Wcześniej był mianowany przez prezydenta USA.

## Chronologiczna lista

### Komisarze (1898-1899)
| Portret | Imię i nazwisko              | Od              | Do               |
| ------- | ---------------------------- | --------------- | ---------------- |
|         | Henry Glass                  | 12 czerwca 1898 | 22 czerwca 1898  |
|         | Francisco Portusach Martínez | 22 czerwca 1898 | 12 grudnia 1898  |
|         | José Sisto                   | 12 grudnia 1898 | 31 grudnia 1898  |
|         | Venancio Roberto             | 31 grudnia 1898 | 2 stycznia 1899  |
|         | José Sisto                   | 2 stycznia 1899 | 1 lutego 1899    |
|         | Edward D. Taussig            | 1 lutego 1899   | 13 lutego 1899   |
|         | Joaquin Perez y Cruz         | 13 lutego 1899  | 20 kwietnia 1899 |

## Wojskowi gubernatorzy (1899–1941)
| #  | Portret | Imię i nazwisko                   | Od                  | Do                  |
| -- | ------- | --------------------------------- | ------------------- | ------------------- |
| -  |         | William Coe tymczasowo            | 20 kwietnia 1899    | 9 maja 1899         |
| -  |         | Louis A. Kaiser tymczasowo        | 9 maja 1899         | 7 sierpnia 1899     |
| 1  |         | Richard Phillips Leary            | 7 sierpnia 1899     | 12 czerwca 1900     |
| –  |         | William Edwin Safford tymczasowo  | 12 czerwca 1900     | 19 lipca 1900       |
| 2  |         | Seaton Schroeder                  | 19 lipca 1900       | 25 stycznia 1903    |
| –  |         | William Swift tymczasowo          | 25 stycznia 1903    | 6 lutego 1903       |
| 3  |         | William Elbridge Sewell           | 6 lutego 1903       | 16 maja 1904        |
| –  |         | Frank Herman Schofield tymczasowo | 11 stycznia 1904    | 28 stycznia 1904    |
| 3  |         | Raymond Stone tymczasowo          | 28 stycznia 1904    | 16 maja 1904        |
| 4  |         | George Leland Dyer                | 16 maja 1904        | 2 listopada 1905    |
| 5  |         | Luke McNamee                      | 2 listopada 1905    | 3 grudnia 1906      |
| 6  |         | Templin Morris Potts              | 3 grudnia 1906      | 3 października 1907 |
| –  |         | Luke McNamee tymczasowo           | 3 października 1907 | 28 grudnia 1907     |
| 7  |         | Edward John Dorn                  | 28 grudnia 1907     | 5 listopada 1910    |
| 8  |         | Frank Freyer                      | 5 listopada 1910    | 21 stycznia 1911    |
| 9  |         | George Salisbury                  | 21 stycznia 1911    | 30 stycznia 1912    |
| 10 |         | Robert Edward Coontz              | 30 stycznia 1912    | 23 września 1913    |
| 11 |         | Alfred Walton Hinds               | 23 września 1913    | 28 marca 1914       |
| 12 |         | William John Maxwell              | 28 marca 1914       | 29 kwietnia 1916    |
| –  |         | William P. Cronan tymczasowo      | 29 kwietnia 1916    | 18 maja 1916        |
| –  |         | Edward E. Simpson tymczasowo      | 18 maja 1916        | 30 maja 1916        |
| 13 |         | Roy Campbell Smith                | 30 maja 1916        | 18 listopada 1918   |
| 14 |         | William Gilmer                    | 18 listopada 1918   | 22 listopada 1919   |
| –  |         | William A. Hodgman                | 22 listopada 1919   | 21 grudnia 1919     |
| 15 |         | William Gilmer                    | 21 grudnia 1919     | 7 lipca 1920        |
| 16 |         | Ivan Wettengel                    | 7 lipca 1920        | 27 lutego 1921      |
| 17 |         | James Sutherland Spore            | 27 lutego 1921      | 7 lutego 1922       |
| –  |         | Adelbert Althouse tymczasowo      | 7 lutego 1922       | 8 grudnia 1922      |
| –  |         | John P. Miller tymczasowo         | 8 grudnia 1922      | 14 grudnia 1922     |
| 18 |         | Adelbert Althouse                 | 14 grudnia 1922     | 4 sierpnia 1923     |
| 19 |         | Henry Bertram Price               | 4 sierpnia 1923     | 26 sierpnia 1924    |
| 20 |         | Alfred Winsor Brown               | 26 sierpnia 1924    | 7 sierpnia 1926     |
| 23 |         | Lloyd Stowell Shapley             | 7 sierpnia 1926     | 11 czerwca 1929     |
| 24 |         | Willis W. Bradley                 | 11 czerwca 1929     | 15 marca 1931       |
| 25 |         | Edmund Root                       | 15 marca 1931       | 21 czerwca 1933     |
| 26 |         | George A. Alexander               | 21 czerwca 1933     | 27 marca 1936       |
| 27 |         | Benjamin McCandlish               | 27 marca 1936       | 8 lutego 1938       |
| 28 |         | James Thomas Alexander            | 8 lutego 1938       | 20 kwietnia 1940    |
| 29 |         | George McMillin                   | 20 kwietnia 1940    | 10 grudnia 1941     |

## Okres II wojny światowej

### Japońscy wojskowi gubernatorzy (1941–1944)
| Imię i nazwisko | Imię i nazwisko               | Początek kadencji | Koniec kadencji  |
| --------------- | ----------------------------- | ----------------- | ---------------- |
|                 | Tomitarō Horii (1890–1942)    | 10 grudnia 1941   | styczeń 1942     |
|                 | Hayashi Hiromu                | styczeń 1942      | czerwiec 1942    |
|                 | Homura Teiichi                | czerwiec 1942     | marzec 1944      |
|                 | Takeshi Takashina (1891–1944) | marzec 1944       | 28 lipca 1944    |
|                 | Hideyoshi Obata (1890–1944)   | 28 lipca 1944     | 11 sierpnia 1944 |

### Amerykańscy wojskowi gubernatorzy (1944–1949)
| Imię i nazwisko | Imię i nazwisko                  | Początek kadencji | Koniec kadencji  |
| --------------- | -------------------------------- | ----------------- | ---------------- |
|                 | Roy Stanley Geiger (1885–1947)   | 21 lipca 1944     | 10 sierpnia 1944 |
|                 | Henry Louis Larsen (1890–1962)   | 10 sierpnia 1944  | 30 maja 1946     |
|                 | Charles Alan Pownall (1887–1975) | 30 maja 1946      | 27 września 1949 |

## Gubernatorzy cywilni (1949–1971)
| # | Imię i nazwisko | Imię i nazwisko                    | Początek kadencji   | Koniec kadencji     | Tymczasowy gubernator                                         |
| - | --------------- | ---------------------------------- | ------------------- | ------------------- | ------------------------------------------------------------- |
| 1 |                 | Carlton Skinner (1913–2004)        | 17 września 1949    | 22 kwietnia 1953    | Randall Herman (20 lutego 1953 – 22 kwietnia 1953)            |
| 2 |                 | Ford Quint Elvidge (1892–1980)     | 23 kwietnia 1953    | 2 października 1956 | William T. Corbett (19 maja 1956 – 2 października 1956)       |
| 3 |                 | Richard Barrett Lowe (1902–1972)   | 2 października 1956 | 9 lipca 1960        | Marcellus Boss (14 listopada 1959 – 22 sierpnia 1960)         |
| 4 |                 | Joseph Flores (1900–1981)          | 9 lipca 1960        | 20 maja 1961        |                                                               |
| 5 |                 | William Partlow Daniel (1915–2006) | 20 maja 1961        | 9 marca 1963        | Manuel Flores Leon Guerrero (20 stycznia 1963 – 9 marca 1963) |
| 6 |                 | Manuel F.L. Guerrero (1914–1985)   | 9 marca 1963        | 20 lipca 1969       |                                                               |
| 7 |                 | Carlos Garcia Camacho (1924–1979)  | 20 lipca 1969       | 4 stycznia 1971     |                                                               |

## Elekcyjni gubernatorzy (1971–)
| # | Portret | Imię i nazwisko                   | Początek kadencji | Koniec kadencji | Partia polityczna |
| - | ------- | --------------------------------- | ----------------- | --------------- | ----------------- |
| 1 |         | Carlos Garcia Camacho (1924–1979) | 4 stycznia 1971   | 6 stycznia 1975 | Republikanin      |
| 2 |         | Ricardo Bordallo (1927–1990)      | 6 stycznia 1975   | 1 stycznia 1979 | Demokraci         |
| 3 |         | Paul McDonald Calvo (1934–2024)   | 1 stycznia 1979   | 3 stycznia 1983 | Republikanin      |
| 4 |         | Ricardo Bordallo (1927–1990)      | 3 stycznia 1983   | 5 stycznia 1987 | Demokraci         |
| 5 |         | Joseph F. Ada (1943–)             | 3 stycznia 1987   | 2 stycznia 1995 | Republikanin      |
| 6 |         | Carl T.C. Gutierrez (1941–)       | 2 stycznia 1995   | 6 stycznia 2003 | Demokraci         |
| 7 |         | Felix P. Camacho (1957–)          | 6 stycznia 2003   | 3 stycznia 2011 | Republikanin      |
| 8 |         | Edward J.B. Calvo (1961–)         | 3 stycznia 2011   | 7 stycznia 2019 | Republikanin      |
| 6 |         | Lou Leon Guerrero (1950–)         | 7 stycznia 2019   | nadal           | Demokraci         |